# Pyeongchang United FC
Pyeongchang United FC ist ein Fußballfranchise aus der Stadt Pyeongchang in Südkorea. Der Verein spielt aktuell in der K4 League, der vierthöchsten Spielklasse Südkoreas.

## Geschichte

### Gründung und erste Jahre (2008–2011)
Pyeongchang FC wurde am 22. Februar 2008 unter den Namen Gwangju Gwangsan FC in Gwangju gegründet. Der Verein wurde nach der offiziellen Gründung in die K3 League als neues Mitglied aufgenommen und durfte schon 2008 an der Ligaaustragung teilnehmen. Als erster Trainer des Vereins wurde Kim Tae-jin vorgestellt. 
In ihrer ersten Saison spielte der Verein überraschend gut in der Liga. Die Hinrunde beendete der Verein auf Platz 2 und konnte sich somit für die Ligameisterschaft am Ende der Saison qualifizieren. In der Rückrunde landeten sie auf Platz 4. Dank der starken Saison konnte der Verein die Saison in der Endtabelle auf Platz 3 beenden, was gleichbedeutend für die Qualifizierung zum Korean FA Cup 2009 war. In der darauffolgenden Ligameisterschaft scheiterte der Verein aber mit 0:1 an Hwaseong Shinwoo Electronics FC im Halbfinale. Kim Tae-jin verließ nach Ende der Saison den Verein. In der darauffolgenden Saison scheiterte der Verein aufgrund drei fehlender Punkte an der Ligameisterschaft und musste sich mit Platz 2 begnügen. Trotz des zweiten Platzes konnte sich der Verein wieder für den Korean FA Cup qualifizieren. In ihrer ersten Pokalsaison schied der Verein bereits in der 1. Runde des Pokals gegen ein Amateurteam von Gumi Siltron mit 1:2 aus. Die K3 League 2010-Saison verlief für den Verein zum ersten Mal enttäuschend, sie endete mit Platz 11 im unteren Tabellenmittelfeld. Die Pokalsaison verlief ebenfalls  enttäuschend. Schon in der 1. Runde scheiterte der Verein an der Kyung Hee University mit 2:4 und schied aus dem Pokal aus. In der darauffolgenden K3 League 2011-Saison stand der Verein mit nur 17 Punkten am Saisonende auf Platz 13. Durch den 13. Platz in der Liga konnte sich der Verein nicht für die Ligameisterschaft und den Korean FA Cup qualifizieren.

### Erfolglose K3 League-Jahre (2012–2015)
Dem Verein gelang es nicht mehr, an die Anfangsjahre des Vereins anzuknüpfen. In der darauffolgenden K3 League 2012-Saison schaffte der Verein es erneut nicht über den 13. Ligaplatz hinaus und verfehlte damit deutlich die Ligameisterschaftsplätze. Da der Pokalmodus des Korean FA Cups abgeändert wurde, konnte sich der Verein erstmals wieder für den Pokal qualifizieren. Zur neuen K3 League 2013-Saison stellte der Verein einen neuen Trainer vor. Hwang Yeong-uh übernahm für die 2013-Saison den Trainerstab. Unter ihm konnte der Verein aber keine Erfolge verzeichnen. Am Ende der Saison stand man auf Platz 15 und Hwang Yeong-uh wurde als Trainer entlassen. Auch im Pokal schied man erneut früh aus. Dort scheiterte man zuhause in der 1. Runde an der Dong-Eui University mit 0:1. 2014 konnte der Verein mit 25 Punkten auf Platz 13 die Saison beenden. Im Pokal scheiterte man allerdings sehr knapp in der 1. Runde. Gegen Incheon University scheiterte man mit 1:1. Da Incheon das Heimrecht besaß, schied Gwangju als Auswärtsmannschaft aus dem Pokal aus. Am Ende der Saison gab der Verein bekannt, dass die Stadt Pyeongchang den Verein aufkaufte und ihn nach Pyeongchang umziehen ließe. Nach erfolgreichem Umzug nannte sich der Verein in Pyeongchang FC um. Als neuer Trainer von Pyeongchang FC wurde Ahn Hong-min vorgestellt. Der Verein beendete erneut die K3-League-Saison auf Platz 13. Im Korean FA Cup scheiterte der Verein zudem erneut an ihrer ersten Runde. Pyeongchang FC verlor das Spiel gegen Icheon Citizen FC mit 0:1. 

### Abstieg und Neuanfang (2016–2019)
Die K3 League änderte für die 2016-Saison den Ligamodus. Demnach spielten alle 20 K3 League-Vereine einmal gegeneinander und qualifizierten sich auf sportlichem Wege für die neue K3 League Advance oder für die K3 League Basic. 
Der Verein landete in diesem neuen Ligamodus auf Platz 14, was die Teilnahme an den Relegationsspielen zur K3 League Advance bedeutete. In der 1. Runde der Relegationsspiele gewann der Verein das Spiel gegen Seoul Jungnang Chorus Mustang FC mit 1:0 und qualifizierte sich somit für das Relegationsfinale. Dort scheiterte man allerdings an Cheongju FC mit 1:3. Durch die Niederlage im Finale stieg der Verein in die K3 League Basic ab. Der Pokal verlief ebenfalls wieder enttäuschend. Dort schied man mit 0:2 an Halla University aus. 2017 wollte der Verein einen Neuanfang wagen, indem man viele neue Spieler unter Vertrag nahm. Der Verein schaffte es dennoch nicht, sich für die Aufstiegsspiele zu qualifizieren. Am Ende der Saison wurde man mit 18 Punkten 7. Platzierter. Der Verein schied auch knapp in der 1. Runde des Korean FA Cups erneut aus. Gegen Hanyang University verlor man zuhause mit 0:1. Für die darauffolgende Spielzeit wurde der Kader erneut umgekrempelt, doch der erhoffte Erfolg blieb auch diesmal aus. Am Ende der Spielzeit reichte es nur für den 8. Tabellenplatz. Auch im Pokal schied man erneut in der 1. Hauptrunde aus. Dort trat man bei der Yongin-Universität an, gegen welche man deutlich mit 1:7 verlor. Die dritte Spielzeit in der K3 League Basic wurde zum Tiefpunkt der sportlichen Leistungen des Vereins. Nach Ende der Spielzeit beendete der Verein erstmalig die Spielzeit auf dem letzten Tabellenplatz. Auch im Pokal verlor man erneut überraschend in der 1. Hauptrunde mit 0:1 gegen die Amateurauswahl der Christliches-Mokpo-Krankenhaus. Nach Ende der Spielzeit kündigte der Verein seinen vorzeitigen Rückzug aus der Liga an. Des Weiteren gab der Verein bekannt, seine bisherige Zusammenarbeit mit der Honam-Universität zu beenden und den Verein neu auszurichten. 

### Neuausrichtung und Wiedereingliederung (Seit 2020)
Während der Verein an der Spielzeit 2020 nicht teilnahm, fand durch Beschlüsse im Verein, als auch durch die Stadtverwaltung eine Neuausrichtung statt. Fortan wurde der Verein unter dem neuen Namen Pyeongchang United FC geführt und wurde zu einem städtischen Verein ohne Kooperation mit einer Universität umgestaltet. Die finanzielle Unterstützung des Vereins erfolgt auch weiterhin durch die Stadtverwaltung. Zur Spielzeit 2021 trat der Verein in die neugegründete halbprofessionelle K4 League ein, durfte aber am Pokal aufgrund der fehlenden sportlichen Qualifikation nicht teilnehmen. Anfang 2021 nahm der Verein seinen Betrieb wieder auf und veranstaltete wieder Spielertests. Trainer des Vereins blieb auch weiterhin Ahn Hong-min. In ihrer Premierenspielzeit in der K4 League spielte der Verein stets im oberen Tabellenmittelfeld mit und beendete die Spielzeit erfolgreich auf dem Tabellenplatz 7. 

## Historie-Übersicht
| Saison                | Liga            | Kl. | Vereine | Spiele | Pl. | S  | U | N  | Tore  | Pkt. | KFA Cup            | Play-Off           | Trainer         |
| Gwangju Gwangsan FC   |                 |     |         |        |     |    |   |    |       |      |                    |                    |                 |
| 2008                  | K3 League       | 3   | 16      | 29     | 3.  | 18 | 3 | 8  | 69:36 | 57   | -                  | Halbfinale         | Kim Tae-jin     |
| 2009                  | K3 League       | 3   | 17      | 32     | 2.  | 20 | 4 | 8  | 66:25 | 64   | 1. Hauptrunde      | -                  | Kim Tae-jin     |
| 2010                  | K3 League       | 3   | 9       | 25     | 6.  | 11 | 3 | 11 | 42:39 | 36   | 1. Hauptrunde      | Nicht Qualifiziert | Kim Tae-jin     |
| 2011                  | K3 League       | 3   | 8       | 22     | 7.  | 4  | 5 | 13 | 13:29 | 17   | Nicht Qualifiziert | Nicht Qualifiziert | Kim Tae-jin     |
| 2012                  | K3 League       | 3   | 9       | 25     | 6.  | 8  | 4 | 13 | 47:68 | 26   | Nicht Qualifiziert | Nicht Qualifiziert | Hwang Yeong-ung |
| 2013                  | K3 League       | 4   | 9       | 16     | 6.  | 4  | 1 | 11 | 21:45 | 13   | 1. Hauptrunde      | Nicht Qualifiziert | Hwang Yeong-ung |
| 2014                  | K3 League       | 4   | 9       | 25     | 7.  | 6  | 7 | 12 | 38:40 | 25   | 1. Hauptrunde      | Nicht Qualifiziert | Hwang Yeong-ung |
| Pyeongchang FC        |                 |     |         |        |     |    |   |    |       |      |                    |                    |                 |
| 2015                  | K3 League       | 4   | 9       | 25     | 7.  | 8  | 2 | 15 | 37:47 | 25   | 2. Hauptrunde      | Nicht Qualifiziert | Ahn Hong-min    |
| 2016                  | K3 League       | 4   | 20      | 19     | 14. | 5  | 3 | 11 | 18:39 | 18   | 1. Hauptrunde      | Halbfinale         | Ahn Hong-min    |
| 2017                  | K3 League Basic | 5   | 9       | 16     | 7.  | 5  | 3 | 8  | 26:29 | 18   | 1. Hauptrunde      | Nicht Qualifiziert | Ahn Hong-min    |
| 2018                  | K3 League Basic | 5   | 11      | 20     | 8.  | 3  | 7 | 10 | 37:61 | 16   | 1. Hauptrunde      | Nicht Qualifiziert | Ahn Hong-min    |
| 2019                  | K3 League Basic | 5   | 8       | 21     | 8.  | 1  | 5 | 15 | 21:65 | 8    | 1. Hauptrunde      | Nicht Qualifiziert | Ahn Hong-min    |
| 2020: Keine Teilnahme |                 |     |         |        |     |    |   |    |       |      |                    |                    |                 |
| Pyeongchang United FC |                 |     |         |        |     |    |   |    |       |      |                    |                    |                 |
| 2021                  | K4 League       | 4   | 16      | 30     | 7.  | 14 | 4 | 12 | 43:49 | 46   | Nicht Teilgenommen | Nicht Qualifiziert | Ahn Hong-min    |
| 2022                  | K4 League       | 4   | 18      | 34     |     |    |   |    | -:-   |      | 3. Hauptrunde      |                    | Ahn Hong-min    |

| Legende                | Legende | Legende | Legende | Legende | Legende | Legende | Legende | Legende |
| ---------------------- | ------- | ------- | ------- | ------- | ------- | ------- | ------- | ------- |
| Abstieg zum Saisonende |         |         |         |         |         |         |         |         |

## Stadion
| Stadion | Name                                           | Eigentümer                  | Eröffnung | Nutzungszeitraum | Nutzungszeitraum |
| Stadion | Name                                           | Eigentümer                  | Eröffnung | Von              | Bis              |
| ------- | ---------------------------------------------- | --------------------------- | --------- | ---------------- | ---------------- |
|         | Honam-Universität-Jandi-Universitätssportplatz | Honam-Universität           | unbekannt | 2008             | 2014             |
|         | Pyeongchang-Stadion                            | Stadtverwaltung Pyeongchang | 1993      | 2015             | 2019             |
|         | Jinbu-Sportpark-Fußballstadion                 | Stadtverwaltung Pyeongchang | 2004      | 2021             | Bis jetzt        |